# Rhaphiptera oculata
Rhaphiptera oculata es una especie de escarabajo longicornio del género Rhaphiptera, tribu Pteropliini, subfamilia Lamiinae. Fue descrita científicamente por Gounelle en 1908.
La especie se mantiene activa durante los meses de enero, marzo, abril, octubre, noviembre y diciembre.

## Descripción
Mide 12-16 milímetros de longitud.

## Distribución
Se distribuye por Argentina, Bolivia y Brasil.